# Ериапо (спътник)
Вижте пояснителната страница за други значения на Ериапо.
Ериапо, или Сатурн 28, е естествен спътник на Сатурн. Открит е от Джон Кавеларс през 2000 година и му е дадено временното име S/2000 S 10. Ериапо е гигант в Галската митология. Ериапо е с диаметър 8,6 км и се намира на средно разстояние от 17 409 km спрямо Сатурн, извършва една обиколка за 857,556 дни под инклинация 34 градуса спрямо еклиптиката (24° от Сатурновия радиус), и с ексцентрицитет 0,534.